# 한국 장애인 인권상
한국장애인인권상은 장애인 권리 선언(1975년 12월 9일)과 대한민국 장애인 인권 헌장(1998년 12월 9일)의 실천을 목적으로 설립한 한국장애인단체총연맹이 주관하고 한국장애인인권상위원회가 주최하여 1999년에 제정하였다. 장애인인권헌장의 이념을 반영하고, 장애인차별금지법의 구체적 실천을 목적으로 제정한 장애인 인권상이다.

## 연혁
- 1998년 12월 3일 (사)한국장애인단체총연맹 창립
- 1998년 12월 9일 장애인인권헌장 제정
- 2010년 7월 16일 한국장애인인권상위원회 구성

## 심사 부문
- 한국국장애인인권상 위원장상 (상패 및 상금 수여)
  - 인권실천 부문: 장애인인권증진 및 복지향상을 위한 법, 제도, 조례 등의 제정을 위해 노력하거나 장애인 인권헌장과 장애인차별금지법을 직접 실천하여 장애인인권 증진에 선도적 기여를 한 개인 및 단체
  - 국회의정 부문: 장애인 인권증진 및 복지향상을 위한 법률 제정을 위해 노력하거나 장애인인권헌장과 장애인차별금지법을 직접 실천하여 장애인인권 발전에 우수한 의정활동한 현(現)국회의원
  - 사회공헌 부문: 장애인 인권헌장과 장애인차별금지법 정신을 직접 실천하는 사회공헌 사업에 힘쓴 민간기업
- 대한민국 국회의장상 (상장 수여)
  - 기초자치 부문: 행정적 실천을 통하여 지역 장애인 인권 증진에 노력해온 기초지방자치단체(선거에 의해 장을 뽑는 지역에 한함)
- 국가인권위원회 위원장상 (상장 수여)
  - 공공기관 본연의 전문성을 토대로 장애인인권 향상을 위해 노력을 기울이는 공공기관 또는 산하 조직(부서)

## 부문별 역대 수상자
| 연도   | 부문              | 수상자                                                                | |
| ------ | ----------------- | --------------------------------------------------------------------- | --- |
| 1999년 | 개인              | 양신명                                                                | 발달제체아부모대학 등을 통해 정신지체인 복지 향상과 정신지체인 체육대회, 한마당잔치 등을 열어 정신지체인에 대한 사회 인식 제고 및 권익 향상. |
| 1999년 | 개인              | 박정자                                                                | 청각장애인의 인권을 보장을 위해 수화통역자원봉사 모임 ‘정모회’를 조직하여 각종 대학, 소방서, 경찰서, 119 구조대 등 기관과 단체 등에 수화교육을 실시하여 청각장애인에 대한 인식개선과 청각장애인 인권이 보장될 수 있는 제반환경 구성. |
| 1999년 | 단체              | 엠마우스복지관                                                        | 정신지체인을 위해 교육과 자립심을 심어주고자 국내 최초로 정신지체장애인 소규모 그룹홈을 시작, 직업재활훈련과 직종개발 및 다양한 사회참여 프로그램 실시. |
| 2000년 | 개인              | 정강용                                                                | 군가산점 위헌소송 등 법정투쟁을 통해 고용에 있어 평등권리를 찾아내어 고용상의 장애인 불이익과 차별을 극복해내는데 일익을 담당, 7여년간의 법정투쟁은 장애인 스스로 자신의 권리를 찾아가는 ‘자기권리찾기’ 집념어린 과정이 높이 평가되었으며, 이는 장애인들에게 ‘자기권리찾기’ 의 표상으로 인정. |
| 2000년 | 개인              | 황기연                                                                | 지역에서 장애인교육권 확보는 물론 운전면허 전국 확대실시 등 장애인 권익신장을 위해 노력, 장애언론을 지역 장애인에게 무료배포해옴으로서 장애인권익운동을 전개, 영세장애인을 위해 십년동안 매월 100만원을 들여 신문을 구독할 수 있도록 기여, 장애인단체 설립 및 체육회 결성에 설립 기여. |
| 2000년 | 단체              | 강릉여성의전화                                                        | 강릉시 옥계면 여성정신지체인 성폭력사건을 사회에 알려내고 법률소송을 통해 장애인인권에 대한 사회적 인식은 물론 연대의식을 고취, 숨어져있던 여성정신지체인 성폭력 문제를 공론화시켜 장애인인권 향상에 공헌. |
| 2001년 | 개인              | 사단법인 모두사랑 오용균 대표                                         | 장애인의 교육환경이 열악한 현실에서 다양한 교육의 기회를 마련하고자 방송통신대학에 장애인 특례입학제도를 도입토록 교육부 등 관련기관에 지속적으로 제도개선을 요구하여 관철시켰고, 교육기회를 놓친 성인장애인을 위해 야간학교를 설립 운영하여 장애인의 교육관 확보에 기여. |
| 2001년 | 개인              | 서울 성동경찰서 유공열 경사                                           | 의료급여수급대상에서 탈락하여 과중한 치료비 부담으로 생존의 위험에 처한 5천여명의 신장장애인을 위해 위료비 지원이 되도록 국회와 관계부처에 절박한 상황을 신속히 전달하고 중재노력을 통해 2000년부터 351억원의 국고지원을 하게 하는 등 장애인 생존권 확보에 기여. |
| 2001년 | 단체              | 사회복지법인 다운회                                                   | 정신장애인의 사회적 인식과 국가적 지원이 부재했던 1988년부터 부모들이 직접 재산을 출현하여 다운증후군 장애인들도 전인적 재활과 직업교육을 통해 자립생활이 가능하도록 각종 프로그램을 지원한 결과 성공적인 모델을 제시하여 정신지체장애인들에 대한 사회의 인식을 개선하고 권익향상에 기여. |
| 2002년 | 개인              | 박지주                                                                | 1998년 숭실대에서 처음으로 실시한 장애인 특별전형에 의해 대학에 입학한 이후 대학측에 여러차례 장애인을 위한 편의시설을 설치하여 줄 것을 요구하며 장애인의 평등한 학습권을 끊임없이 주장하여 소송을 통해 장애인들의 학습권과 교육권 실현에 공헌. |
| 2002년 | 개인              | 양재근                                                                | 한국농아인협회 제주도협회 사무국장. 청각 장애 2급인 그는 99년 여성 농아인 2명이 헌혈을 거부당했다는 소식을 듣고 대한적십자사에 강하게 항의해 규정을 바꾸도록 하는데 기여. |
| 2002년 | 단체              | 장애인이동권연대                                                      | 2001년 7월부터 2여년간 버스ㆍ지하철 타기 투쟁을 전개해오면서 우리 사회에서 이동에 있어 장애인이 겪는 현실을 알려왔을 뿐 아니라 이동권이 장애인들의 기본적 권리임을 인식시켜 오면서 우리 사회에서 이동의 문제를 처한 장애인의 절박한 현실을 알려내고, 장애인들에게 이동의 문제가 바로 생존권이며, 인권의 문제임을 각인시켜 왔으며 이동권을 법적 보장차원으로 승화시키는 운동을 진행.                    |
| 2003년 | 개인              | 백위열 나사렛대학교총장                                               | 1995년부터 특수교육대상자 전형을 실시하고 최근 장애인 통합교육을 위한 점자음성정보센터를 세우는 등 장애 학생들에게 평등한 학습권 실현, 10년째 수원, 천안, 대전교도소에서 장애인 재소자들의 처우 개선 활동을 벌이는 등 장애인 인권 신장에 노력. |
| 2003년 | 개인              | 이상택 광주광역시의원                                                 | 공무원 재직 중 망막손상으로 시각장애인이 되셨으며, 그 후 광주시의 시각장애인연합회장, 장애인총연합회장, 광주시민단체협의회 공동대표를 역임하면서 이공장학회 설립, 중도 실명자를 위한 교육장 건립, 광주장애인유권자연대 결성 등 수많은 활동을 하였으며, 2002년 광주광역시의원으로 당선된 후로는 각종 조례 개 제정으로 장애인 생존권 보장에 기여.                                                        |
| 2003년 | 단체              | 한국뇌성마비장애인연합                                                | 1993년 창립한 이래 뇌성마비장애인을 위한 많은 일을 하였으며, 최근 “뇌성마비인 스스로 이동권”, “연금 문제 해결” 등은 매우 돋보이는 활동으로 높이 평가. |
| 2004년 | 개인              | 김정권 대구대 명예교수                                                | 정신지체인부모대학, 발달장애인 자기권리주장운동을 전개하여 정신지체인이 당당한 권리주체임을 알려 40년간 특수교육학과 교수로 재직하면서 교육과정 개정을 통하여 특수교육의 질을 격상. |
| 2004년 | 개인              | 안영희 아름다운손짓 편집장                                            | 농아인의 중요한 언어인 수화를 보급하는 전문 잡지인 월간 아름다운손짓을 지속적으로 발간하고, 대학 강단에서 청각장애인의 문화에 바탕을 둔 수화강의를 통해 인권향상에 기여. |
| 2004년 | 단체              | 장애인교육권연대                                                      | 장애학생 교육차별 및 사교육비 실태조사, 전국순회투쟁 등 장애인 통합교육예산 확보를 위한 활동을 전국적으로 전개, OECD 국가 중 최하위인 장애인 교육예산과 장애인 교육 차별의 심각성을 사회에 알리고 국가의 책임과 지원 촉구. |
| 2005년 | 방송프로그램      | EBS 다큐멘터리 프로그램 '도전! 죽마고우'의 연출자 금성찬              | EBS의 장애인 소재 프로그램인 ‘희망풍경경'과 ‘도전! 죽마고우’를 통해 비장애인들의 편견을 없애고 장애인과 비장애인들간 상호 이해의 장을 마련. |
| 2005년 | 교육실천          | 법무부 대전의료소년원                                                 | 비행청소년 중 만성신체질환자, 발달장애인, 정신장애인, 약물중독자 등에게 집중치료와 특수교육을 실시, 비행성향을 제거하고 자립기술을 습케 하여 안정된 사회복귀에 기여. |
| 2005년 | 생활실천          | 원주시 장애인종합복지관의 서미혜 관장                                 | 장애인, 결핵환자, 나환자 등을 위하여 간호사 및 간호대 교수로 활동을 시작하였으며 우리나라의 가정간호제도를 정착시키는데 큰 몫을 하고 장애인을 위한 직업재활원 및 장애인복지관 등을 설립. |
| 2005년 | 정책개선          | 한국 농아인협회                                                       | 1946년 자조단체로 설립된 이래 현재까지 청각장애인의 인권을 위하여 정책개선활동을 펼쳐왔으며, 최근 자막방송실현 및 자막수신기 보급, 방송법 및 영화진흥법개정운동 등을 통한 청각장애인의 문화접근권 강화, 1종 운전면허철폐와 수어언어 인정 투쟁등의 인권개선 운동을 펼침. |
| 2005년 | 문화예술          | `말아톤'의 정윤철 감독                                                | 발달장애인 배형진 군의 삶을 조명하기 위해 1년간 함께 마라톤을 하고 가족들과도 애환을 나눈 뒤 이를 영화 ‘말아톤’에 담아내 장애인에 대한 인식 개선. |
| 2006년 | 생활실천          | 아일랜드 수녀 제라딘 라이안(Gerardine Ryan) 명도복지관장              | 1975년 목포의 성골룸반병원 수술실간호사로 한국에 온 이래 목포에서 ‘엠마우스복지관’ 자원봉사와 ‘생명의공동체’ 과 ‘명도복지관’을 건립했으며 30여 년간 목포에서 장애인 복지에 헌신. |
| 2006년 | 정책개선          | 공익변호사그룹 '공감'                                                 | 소수자 인권보장이라는 모임의 기본성격을 유지하면서, 우리사회의 적극적 변화가 모색되는 장애인의 인권보장을 위해 장애인단체 법률지원 활동, 보험차별 등 다양한 지점에서 법률 전문가로서 기여. |
| 2006년 | 교육실천          | 삼성화재해상보험(사장 황태선)                                         | 매년 '장애인 먼저 실천운동본부'와 통합교육의 정착을 위한 통합교육캠프, 통합교육 우수기관 선정행사를 개최해 우리나라 교육현장에 통합교육의 확산을 주도. |
| 2006년 | 문화예술          | 순수문학지 '솟대문학'(발행인 방귀희)                                  | 중증 장애로 사회생활이 힘들었던 장애인 1000여명이 장애문인으로 활동하는 토대가 됐으며, 그단 87명의 장애인을 문학계에 등단, 최근에는 17대 국회의원과 연예인을 대상으로 ‘장애인식’ 설문조사 등을 시행하면서 사회 인식 개선을 위한 활동을 전개. |
| 2006년 | 인식개선 방송언론 | KBS3라디오 '내일은 푸른하늘'(KBS3 라디오 주미영 PD)                   | 이 프로그램은 이후 장애전문채널인 '3라디오'를 탄생시켰으며 장애인복지의 현장과 인권의 사각지대를 찾아다니며 우리사회 내에 ‘장애인’의 면면을 알렸고, 이 프로그램 작가는 휠체어를 탄 중증의 장애인이며 출연자 또한 50% 이상이 장애인연사로 구성되어 그야말로 장애인이 주인되는 방송을 만드는데 기여. |
| 2007년 | 개인              | 신정순(한국뇌성마비복지협회)                                          | 뇌성마비장애인에 대한 깊은 관심으로 조기 의료재활 서비스 제공을 위해, 선진 치료법인 보이타와 보바스치료법을 도입하여 오늘날 많은 뇌성마비아동들이 이를 통한 조기 치료의 근간을 마련하였고, 재활의 가장 큰 역할을 해내야 할 부모들의 교육과 친목을 위해 어머니회를 조직하는등 다각적인 노력. |
| 2007년 | 개인              | 박성수(강원명진학교 교사)                                             | 1992년 교사로 부임 이후 저시력 학생의 직업교육 학습 효율을 높이기 위해 국내 최초로 이료과 확대교과서를 제작하여 전국 맹학교 및 안마수련원의 희망 학생들에게 보급. |
| 2007년 | 단체              | 장애인차별금지법제정추진연대                                          | 장차법이 제정되기까지 장애인당사자의 경험에 기초한 법안을 만들고, 법제정의 기반을 닦기 위해 서명운동, 단식, 촛불집회를 여는등 사회적 공감대 형성에 힘썼으며, 법률이 제정된 이후 이제는 이를 올곧게 실천해 내도록 장애인 스스로가 인권주체성을 키우고, 장애인 차별에 대한 긍정적 사회인식을 끌어낼 수 있도록 하기 위해 지속적으로 노력.                                                                 |
| 2007년 | 단체              | 현대기아자동차                                                        | 전동휠체어보급, 의족 및 특수화 등 보장구지원, 시각장애인을 위한 점자정보단말기 지원, 장애인시설에 대한 이동편의시설 보강 화장실개보수, 비데설치, 바닥탄성공사, 유도블럭지원, 장애아동 놀이터설치, 청각장 애인 운전면허교재개발 등 장애인중심에서 장애유형별 고려를 통해 장애인이 보다 자유롭고 인간다운 삶을 영위할 수 있도록 노력.                                                                    |
| 2007년 | 단체              | SBS 긴급출동 SOS 24                                                   | 6조 12팀 33명의 제작인력이 지난 3년 동안 사회적 약자에게 가해지는 폭력의 현장은 물론 구원의 손길이 필요한 사회 곳곳을 찾아, 이들의 문제를 드러내는 것에 그치지 않고 사태를 해결하고 사후관리뿐 아니라 가해자의 예후까지 살피는 솔루션을 제공. |
| 2008년 | 정책개선          | 장애인편의시설촉진시민연대(사무총장:배융호)                           | 장애물 없는 생활환경 조성을 위한 연구 및 정책 제안 활동, 장애인차별금지법, 이동편의증진법, 장애인권리협약 및 지자체의 이동편의 조례제정에 구심적인 역할 수행. |
| 2008년 | 생활실천          | ㈜엑스비전테크놀로지                                                  | 전체 직원의 70% 이상이 시각장애인으로 이뤄진 장애인 중심기업으로, 시각장애인을 위한 인터넷 화면해설 프로그램, 점자정보단말기의 한국어 버전 개발과 보급, 아동의 학습권 확보를 위한 학습지원 사이트 개발, 캐주얼 게임의 개발을 통해 시각장애인의 정보접근 향상에 기여. |
| 2008년 | 교육실천          | 김승국 단국대학교특수교육학과 명예교수                                | 1971년 단국대 특수교육과 교수로 임용돼 2003년 정년이 될 때까지 33년간 1300명의 특수교사를 양성했으며 장애아동 실태조사, 수화 및 점자 표준화, 장애인 정보통신 관련 연구 등에 힘쓰는 등 장애인 교육환경 개선에 기여. |
| 2008년 | 문화예술          | 송경태(47세, 시각장애1급) 전주시의원                                  | 신체적 한계를 넘어 다양한 분야에서 활동하며 장애인들에게 감동과 희망을 주고, 특히 장애인 문화 복지 분야에서 남다른 성과를 거둔 공로, 전북시각장애인도서관을 설립, 운영하면서 점자판 도서를 발간하는 등 장애인의 삶의 질 향상에 기여. |
| 2008년 | 인식개선방송언론  | 에이블뉴스                                                            | 장애인과 인권에 관한 사회적 문제를 이슈화함으로써 당해년도 장애인차별금지법이 제정되는데 기여하는 등 장애인 인권 신장을 위한 보도에 기여. |
| 2008년 | 특별상            | 경기도 성남시                                                         | 성남에 거주하는 3만2천여명의 장애인을 위해 9개 장애인생활시설 및 장애인 복지관 운영, 여성 장애인 1인당 출산장려금 100만원 지급, 장애인 차량 고속도로 감면카드 발급 지원, 매년 50억원의 장애인복지기금을 조성해 인프라구축에 나서는 등 다양한 장애인지원사업을 전개. |
| 2009년 | 인권정책          | 열린네트워크(대표: 변경택·이경혜)                                     | 2000년 4월 장애인 인권개선을 위한 연구를 목적으로 결성돼 2001년 장애인차별금지법 제정의 필요성을 대중들에게 알리기 위해 국토순례 운동을 비롯해 서명 운동을 전개해 장애인차별금지법 제정에 기여. |
| 2009년 | 인권실천          | 서강대학교 임지봉 법대 교수                                           | 2006년 5월 헌법재판소가 ‘시각장애인에게만 안마업을 하도록 하는 것은 위헌’이라는 판결이 내려지자 ‘시각장애인 생존권 되찾기 공동본부’에서 법률자문 특보로 활동하며 헌법재판소가 재판관 7인의 판단에 따라 위헌결정된 법률유보원칙을 위배했다고 주장하며 안마사 제도를 시각장애인에게 돌려주는 데 기여. |
| 2009년 | 인식매체          | MBC 시사교양국(부국장: 이종현)                                        | MBC스페셜을 비롯해 휴먼다큐 사랑, 장애인의 날 <사랑>이란 제목의 특집 다큐멘터리, 장애인의 날 특집 생방송 등을 통해 장애인의 제반적인 문제를 정확히 지적하고, 희망의 메시지를 독창적으로 잘 표현해 시청자들에게 장애인의 인권에 대한 문제를 사회적 책임으로 인식하는데 기여. |
| 2009년 | 인권자치          | 경기도 화성시(시장: 최영근)                                           | ‘화성시 공공시설 내 최적의 장애인 관람석 지정 설치 운영조례’와 ‘화성시 공공시설물 유니버설 디자인 조례’ 제정을 통해 유니버설 디자인 체계를 공공건물과 시설 적용에 기여. |
| 2009년 | 인권자치          | 광주광역시 남구                                                       | 다른 자치단체가 꺼려하는 장애인전문지원사업에 적극적으로 자원하여 시범사업체로 참여함으로써 다른 자치구의 추종을 불허 할 수준의 월등하게 많은 장애인복지사업 성과를 산출. |
| 2010년 | 인권실천          | 안태성 전 청강문화산업대학 만화창작과 교수                            | 청각장애를 가졌다는 이유로 교수 임용상 차별을 받고 해임돼 지난 4년간 대학을 상대로 외로운 투쟁, 장애인의 노동권 차별과 사회의 편견에 맞서 홀로 외로운 투쟁을 전개하며 부당해고와 장애차별에 대한 사회적 경종을 울림으로써 장애인의 노동권 보장에 기여. |
| 2010년 | 인권정책          | 한국여성장애인연합                                                    | 여성장애인의 성폭력 문제가 본격적으로 알려지게 된 1999년부터 장애특성이 반영되지 않는 성폭력특별법 제8조(장애인에 대한 간음 등)의 '항거불능' 용어의 삭제와 성폭력특별법 제8조의 개정의 필요성을 지속적으로 요구하여, 국회에서 성폭력특별법 개정과 장애여성지원법안이 발의되는데 기여. |
| 2010년 | 인권매체          | EBS 지식채널e 제작팀                                                  | 장애인은 시혜와 동정을 베푸는 대상이 아닌 인권의 눈으로 장애인의 현실을 직시하며 시청자에게 장애인문제의 화두를 던짐으로써 시청자 스스로 메시지를 만들어가도록 하여 장애문제에 거부감 없이 고민하는 계기를 마련, 인식변화에 기여. |
| 2010년 | 기초자치          | 전북 정읍시청                                                         | 장장애인의 웹접근성을 향상시키고 장애인 무선전등스위치 지원 및 설치, 장애인차량 무상 점검, 소독서비스 지원 등 장애인이 살기 좋은 고장을 만들기 위하여 다양한 장애인 복지 서비스와 편의시설을 설치하는데 기여. |
| 2010년 | 공공기관          | 120다산콜센터                                                         | 2008년 국내 최초로 청각장애인 수화상담서비스를 시작, 소통의 어려움으로 생활에 불편을 겪어온 청각언어장애인들에게는 의사소통의 창구 기능과 함께 청각장애인의 권익을 찾아 대변하는데 기여. |
| 2011년 | 인권정책          | 장애아동복지지원법 제정을 위한 공동대책위원회 윤종술, 백운찬 공동대표 | 소외되었던 장애아동과 가족의 복지문제를 사회적으로 이슈화하고 법제화에 주력한 장애아동복지지원법 공대위는 생애주기별 장애인 복지지원 체계를 구축하는데 기여. |
| 2011년 | 인권실천          | 박종혁 국립암센터 연구직 과장                                         | ‘건강증진종합계획 2020’ 목표에 장애인의 건강증진 분과를 신설하고 장애인의 건강권 확보 추진 전략을 제안해 장애인 건강권을 정부차원에서 보장하는데 기여. |
| 2011년 | 인권매체          | 영화 '도가니'의 황동혁 감독                                           | 우리 사회 무관심 속에 잊혀져 간 2005년 광주 인화학교의 청각장애학생 성폭행 사건을 더 많은 사람이 알고, 사회적으로 알려야겠다는 의무감으로 소설 도가니를 영화화하여 약 430만명의 관객을 동원, 장애인 인권유린의 문제를 사회에 널리 알리는데 기여. |
| 2011년 | 기초자치          | 인천광역시 남구(구청장·박우섭)                                        | 사람존중의 복지도시 문화중심의 창조도시' 구현을 위해 관내 등록장애인 7천811명에 대한 복지욕구 실태조사와 장애인들이 문화를 향유할 권리 충족 및 복지서비스 안내를 위한 리플릿 제작을 비롯해 점자책자, 언어장애인을 위한 수화책자 발간 등 맞춤형 복지서비스를 실천. |
| 2011년 | 공공기관          | 한국정보화진흥원 김성태 원장                                          | 우리나라 정보 접근성 보장이라는 단어가 생소할 때인 2002년부터 장애 없는 사이버 세상을 만들기 위해 한국정보문화운동협의회 발족(1998년), 정보통신접근성향상표준화포럼 창립(2002년)등으로 장애인단체 및 당사자, 관련 전문가 등과 함께 웹 접근성 관련 표준 제정, 실태조사, 세미나, 캠페인 등을 지속적으로 추진하여 국내 장애인의 웹 접근성 수준을 높이는데 기여.                                           |
| 2012년 | 인권정책          | 광주광역시                                                            | 시민의 인권도시를 증진시키기 위해 03년 민주,인권, 평화도시 발전계획 수립, 사회적 약자를 위한 조례 제정, 시 인권담당부서 설치 등 제도적 기반 구축. |
| 2012년 | 인권실천          | 장애여성네트워크                                                      | 장애여성이 처한 현실을 인터넷 매체와 도서출판으로 알리고 장애여성의 역량 강화를 위한 교육 사업을 통해 장애여성의 내면치유와 장애여성 관점 확립을 중심으로 역량강화 증대, 사회 진출의 계기를 마련. |
| 2012년 | 인권매체          | '함께걸음'                                                            | 장애문제에 대한 전문잡지로 소외받고 권지를 침해받은 장애인의 목소리를 대변하는 우리사회에서 장애인복지가 더 이상 시혜적인 차원이 아닌 인권의 문제임을 알리는 언론으로서의 역할을 시작. |
| 2012년 | 기초자치          | 서울특별시 송파구                                                     | 매년 장애인복지종합계획을 수립하여 장애인복지정책을 차질없이 수행하여 장애인에게 양질의 서비스와 삶의 질을 높여주고 있으며, 장애인의 자립을 돕기 위해 장애인취업 전문기관인 한국장애인고용공단과 장애인고용 및 취업활성화에 대한 MOU체결, 장애인운전연습장(전국 유일), 시각장애인축구장, 장애청소년 방과후 교실, 밑반찬 배달사업 등 다양한 복지정책 시행.                                              |
| 2012년 | 공공부문          | 충남지방경찰청                                                        | 전국 최초로 노인·장애인 치안 전담부서를 설치하고 충남도청 등 유관기관과 충남지체장애인협회, 장애인 단체 등과 간담회 및 MOU를 체결, 지역사회가 함께 할 수 있는 치안활동 전개. |
| 2013년 | 인권실천          | 장애등급제·부양의무제 폐지 공동행동                                   | 전국 16개 시도 장애등급제 부양의무제폐지 공동행동 출범 선포 기자회견을 시작으로, 장액을 넘어 227개의 시민사회단체가 참여하여 활발한 활동을 전개. 장애등급제 부양의무제폐지 공동행동 출범과 함께 시작한 100만인 서명운동은 현재까지 6만 3천여명이 참여하였으며, 각종 SNS내 장애등급제와 부양의무제로 인한 폐해와 그 폐지의 필요성에 대한 내용 공유.                                                     |
| 2013년 | 인권매체          | KBS3라디오 사랑의소리                                                 | 450만 장애인과 노인, 다문화 가정 등 소외계층을 위한 전문 프로그램을 제작 방송하는 국내 유일의 지상파 복지 정보채널인 KBS3라디오(사랑의 소리 방송)은 1995년 이후, 오늘에까지 사회적 약자들의 소중한 소통의 장으로 자리를 잡아왔다. 장애인의 방송 접근권을 향사이켜 장애 비장애인간의 편견 극복과 장애인 권익 증진에 기여.                                                                               |
| 2013년 | 기초자치          | 경상남도 진주시청                                                     | 전국 최초로 ‘무장애도시’를 선언하고, 무장애도시조성조례를 제정 보행환경 개선, 무장애 시설물 확충, 장애인 편의증진사업, 관련분야 종사자 전문성 강화, 시민인식개선 및 사회적 분위기 조성 등 장애인, 노인, 임산부 아동 들의 노약자가 안전하고 편리하게 이동하고 시설을 이용하는데 불편함이 없도록 개별시설문과 도시기반을 계획, 설계, 시공하여 누구나 편리한 생활환경을 구축하고자 보편적 복지 시책 마련. |
| 2013년 | 공공기관          | 대전지방경찰청                                                        | 청각장애인의 인권보장 및 편의 확보를 위해 2013년 7월부터 대전지방경찰청과 대전수화통역센터와 업무협약을 체결하고 청각장애인 수사시 전문수화통역사의 24시간 통역지원, 장애인의 범죄 및 실종 위협으로부터 안전 확보, 재가 지적장애인의 가정을 방문하여 장애인 대상 각종 범죄예방, 성폭력 예방교육 실시하였으며 장애인 성폭력 근전을 위한 협력체계 구축에 기여.                                           |
| 2014년 | 인권실천          | 발달장애인법제정추진연대                                              | 만 3년 간의 끈질긴 요구, 총 118일의 농성, 81인 장애인 부모들의 삭발투쟁 등 발달장애인 권리보장 및 지원에 관한 법률 제정 과정을 주도하며 발달장애인법 제정을 통해 발달장애인 복지지원 체계구축에 기여. |
| 2014년 | 인권실천          | UN인권정책센터                                                        | '유엔장애인권리협약 NGO보고서 연대'를 구성, 2년여의 기간을 거쳐 정부보고서의 허와 실을 분석한 민간보고서를 통해 생생한 한국의 장애인 인권 현실을 유엔에 보고하고, 유엔으로 하여금 한국 정부에게 개선을 권고하는 과정까지의 열띤 현장활동을 진행. |
| 2014년 | 인권매체          | 세계일보 박태해·김태훈·서필웅·김승환 기자                             | ‘옹색한 장애인 예술 지원', '설 무대 없는 장애인 예술단' 등 7월부터 12월까지 "문화융성 시대, 장애인 예술을 말하다" 기획 보도를 통해 장애인 예술에 대한 사회적 관심을 제고. |
| 2014년 | 기초자치          | 경기도 안산시                                                         | 안산시가 지속적으로 추진해 온 전국 최초 공공기관 BF인증 및 장애인주차장 조례 개정 등 이동편의시설 개선 확충으로 장애물 없는 도시, 사람중심 생활환경구축으로 인권도시의 발판을 마련. |
| 2014년 | 공공기관          | 전남지방경찰청                                                        | 전국을 경악시킨 충격적인 염전 장애인 노예사건에서 기존의 형식적이고 관행적인 수사방식을 탈피하여 인권침해 당사자들이 경험한 모든 것을 수사과정에 담아내려 노력하여 장애인들의 필요에 맞는 맞춤형 수사 방식으로 인권침해 피해 사실 규명에 적극 기여. |
| 2015년 | 인권실천          | 장애와 인권 발바닥행동                                                | 가난하고 장애가 있는 사람들은 ‘시설’에 가는 것이 당연한 상식이 되어버렸지만 폐쇄적인 시설 안에서 목소리를 낼 수 없는 장애인들을 직접 만나 시설 거주인 당사자 입장에서 ‘시설’의 문제를 바라보며, 인권의 관점에서 마땅히 ‘지역사회’ 거주를 ‘상식’으로 만들어가는 운동 전개. |
| 2015년 | 인권실천          | 원곡법률사무소                                                        | 2014년 2월부터 ‘염전장애인 인권침해 대책마련을 위한 공동대책위원회’에 무료법률자문 및 피해자 가족들에 대한 무료 법 상담 실시, 형사사건 진행과정에서 염주로부터 충분한 손해배상을 받지 못한 12명에 대해 염주를 상대로 손해배상소송 제기를 주도. |
| 2015년 | 인권매체          | 비마이너                                                              | 장애 당사자의 입장에서 바라본 우리 사회의 모습 투영함으로써 아직은 장애인에게 차가운 우리 사회의 현실을 있는 그대로 전달하는데 집중, 인터넷 신문으로 언론의 중립성보다는 장애인 당사자의 목소리에 중점을 둔 특색있는 매체이며 그동안 장애인 차별에 맞서 분투하고 현장의 목소리를 발 빠르게 전달. |
| 2015년 | 기초자치          | 충청북도 청주시                                                       | 장애인편의시설 설치 사전 검사에 관한 조례 개정을 통해 시설장의 장애인 편의시설 설치 증진에 큰 영향을 미쳤고, 장애인 인권증진을 위한 다양한 교육 및 치료사업을 추진하여 장애인이 사회에 적극 참여할 수 있게 기여. |
| 2015년 | 공공기관          | 경찰청 수사국                                                         | 경찰 수사과정에서 실질적으로 장애인의 인권을 보장하기 위해 ‘장애인 수사 매뉴얼’을 발간하여 전국 경찰관서에 배포함으로서 인권증진에 앞장섰다. 배포된 매뉴얼에는 장애인권리협약을 반영한 장애의 개념과 장애당사자 중심의 내용을 반영한 장애 유형별 수사 요령이 포함되어 있어 장애인의 인권증진에 기여.                                                                                                   |
| 2016년 | 인권실천          | 오길승                                                                | 소아마비 장애인 당사자로, 장애인의 삶에서도 직업이 중요하다는 점을 부각시키며 평생 장애인의 고용환경 개선을 위해 헌신했습니다. 장애인도 평등하게 일할 수 있도록 장애인고용촉진법을‘장애인고용촉진 및 직업재 활법’으로 개정하는 데 기여. |
| 2016년 | 인권실천          | 에이블뉴스 박종태 기자                                                | 약 15년 동안 2천 건에 이르는 기사를 통해 장애인 편의시설 문제를 고발해 왔습니다. 편의시설이 열악한 사법연수원을 불시에 현장점검을 하여 시각 장애인이 교육받기 어려운 환경을 알렸고 점자블록 설치, 교육환경 개선을 통해 시각장애인 연수생이 수료할 수 있도록 지원. |
| 2016년 | 인권매체부문      | 배정훈 PD                                                             | 방송을 통해 장애인거주시설에서 자행되는 인권침해를 우리 사회에 폭로해왔습니다. 지적장애인 이용자들을 학대했던‘귀래 사랑의집’을 취재해 가해자를 구속하는 단초를 제공, 12년간 장애인 등을 감금하고 강제 노역을 시킨‘형제복지원’사건보도는‘내무부훈령 등에 의한 형제복지원 등 피해사건 진상규명 법률안’발의를 이끄는데 기여.                                                                              |
| 2016년 | 기초자치          | 경상남도 창녕군                                                       | 전국 군 단위에서 제일 먼저 저상버스를 도입했고, 농어촌순환버스를 운행해 농촌지역 장애인들의 이동영역을 확장하고 다양한 활동을 할 수 있도록 지원. |
| 2016년 | 공공기관          | 경기남부지방경찰청                                                    | 장애인 차별 해소와 권익 증진 활동을 적극 펼쳤습니다. 시각장애인이 수사절차에서 불이익을 받지 않도록‘점자 수사 민원 안내서’와 음성파일을 제작 및 배포, 청각장애인 인권 보장을 위해서도 청각장애인 통역사 8명과 수화통역사 18명을 조직하여 24시간 수화통역이 가능토록 지원. |
| 2017년 | 인권실천          | 장애우권익문제연구소장 이태곤                                         | 1987년부터 장애우권익문제연구소에서 발행한 장애 전문 월간지 ‘함께걸음’의 가지 및 편집장으로, 2011년부터는 소장으로 활동하며 장애인 인권확보에 노력했고, ‘함께걸음’을 통해 주로 비리, 횡령, 빈곤을 기사화했고, 장애인인권침해예방센터 등 피해자의 피해예방구축에 기여. |
| 2017년 | 인권실천          | 성음회                                                                | 정보접근에서 소외되어 있는 시각장애인의 알 권리 및 정보접근성을 높이는 데에 큰 역할, 단순히 전화 사서함 뿐 아니라 안마사제도 위헌과 관련한 법개정을 이끌어냈고, 볼라드 실태 조사 및 개선, ATM기기 음성과 관련한 개선활동 전개. |
| 2017년 | 인권매체          | 박종필 감독                                                           | '동정과 시혜'의 시각에 머물러있던 장애인에 대한 관념을 당사자와 연대자가 '공동의 구성원'으로서 활동을 담은 영상을 50회 이상 연출하며, 일시적이고 일회적인 방식이 아니라 서울장애인인권영화제 집행위원장 및 집행위원으로 지속적이고 조직적 활동을 하면서 영상을 통해 장애인에 대한 차별적 구조를 변화시키고 제도를 개선하는데 크게 기여.                                                                |
| 2017년 | 기초자치          | 경기도 광명시                                                         | 차별없는 도시를 만들기 위해 2011년 광명시민인권조례 제정, 2012년 전국 자치단체 최초로 ‘시민인권센터’ 개소, 인권침해에 대한 상담과 조사, 고충민원 처리를 위해 아동, 장애, 노동, 대화모임 등 4개 분야 ‘인권옹호관’ 제도를 시행. |
| 2017년 | 공공기관          | 한국자산관리공사                                                      | '나눔을 통한 지속가능한 사회 실현’이라는 목표 하에 국내 최초 그림해설 오디오북을 제작하여 시각장애인의 지식, 문화격차 해소, 임직원의 목소리 재능기부로 내용과 그림, 표 등 세부내용까지 그림해설로 담았고, 금융기관 최초로 점자로 안내서 제작. |
| 2018년 | 인권실천          | 한정일 경찰청 경찰인재개발원 교수                                     | 서울시 교육청에 아동·장애인 야학반 설립(검정고시 수업진행), 장애인 성폭력 피해자에 대한 수사와 피해자 보호, “경찰수어 길라잡이”와 “경찰수어 앱(APP)”을 제작하여 다양한 기관에 배포하여 장애인을 대상으로 한 범죄의 신속한 수사와 인권보호를 가능하게 만드는데 기여. |
| 2018년 | 인권실천          | 협동조합 무의                                                         | 서울시 교통약자 환승지도 33개역 58개구간 제작, 페이스북 채널 ‘MUUI무의_장애를 무의미하게’를 운영하면서 2018년 80여개의 콘텐츠 업로드, 서울시와 함께 환승지도 공공화 작업 진행으로 교통 접근성에 대한 시민인식 개선. |
| 2018년 | 기초자치          | 서울시 양천구                                                         | 다양한 시설 및 기관에서 벤치마킹 되고 있는 국내 유일의 장애 체험관 개관, 발달장애인 체육교실 및 장애인 수영교실등과 통합실내 놀이터 운영을 통해 장애인의 건강 증진과 여가생활에 기여, 또한 장애인 이동권 편의를 위해 다중이용시설에 경사로를 설치하는 10cm 턱나눔 사업 실시, 장애정책토크 콘서트를 통해 장애인의 다양한 욕구를 파악하고 사업을 연계하는 노력으로 장애인의 복지향상에 기여.             |
| 2018년 | 공공기관          | 강원시청자미디어센터                                                  | 장애인 편집시설 대관을 통해 장애인의 미디어 접근권 제고, 강원지역 장애인단체들과 협업을 통한 장애인용 문화콘텐츠 제작 지원 및 맞춤형 교육 운영, 장애인과 비장애인이 함께 활동하는 라이도오디오북 재능기부단 운영 및 방송 송출, 베리어프리 영화 상영회 및 장애인식개선을 행사 개최 및 지원. |
| 2018년 | 국회의정          | 오제세                                                                | 19대 국회 전반기에 보건복지위원장으로 재직하면서 장애인복지법, 장애인연금법, 발달장애인법을 통과, 20대 국회에서는 장애인이 차별받지 않는 사회 및 농인들의 삶의 질 향상을 위해 장애인차별금지법, 한국수화언어법, 교통약자 이동편의 증진법, 장애인·노인·임산부 등의 편의증진법 개정안을 발의. |
| 2019년 | 인권실천          | 장혜영 감독(생각많은 둘째언니)                                        | 장애인 가족의 한 사람으로서 사회적 약자의 인권 이슈를 소개하는 유튜브채널 운영, 탈시설을 주제로 한 다큐멘터리 제작 등 다양한 미디어 활동을 통하여 장애인 인권에 대한 사회적 관심 증진에 기여. |
| 2019년 | 인권실천          | 장애의 벽을 허무는 사람들                                             | 한국수어법 제정을 이끌어내어 수어 사용자의 언어권 보장과 수어의 발전 및 보전의 기반을 마련하고 시⸱청각장애인의 선거권, 영화 향유권 보장을 촉구하는 등 장애인 인권증진에 기여. |
| 2019년 | 기초자치          | 충청남도 당진시                                                       | 지역 내 장애인 학대 사례를 발굴하고, 체계적인 지원체계를 마련하여 지역사회 안에서 정착할 수 있도록 적극적인 역할을 수행하는 등 장애인 인권 옹호에 기여. |
| 2019년 | 공공기관          | 전주시시설관리공단                                                    | 장애인의 전국 이동권 보장과 일자리 창출을 통해 장애인들이 물리적⸱경제적 제약에서 벗어나 자유롭고 인간다운 삶을 누리도록 기여. |
| 2019년 | 국회의정          | 윤소하 의원                                                           | 탈시설 장애인에 대한 초기 정착 지원을 규정한 장애인복지법 개정안 및 시⸱청각장애인의 의사소통 지원을 위한 일명 ‘헬렌켈러법’외 다수의 법안 발의를 통해 장애인 인권증진에 기여. |

## 장애인식개선 캠페인, 웹툰&사진 공모전
| 연도   | 부문 | 수상자                                        | 비고                                                                                                   |
| ------ | ---- | --------------------------------------------- | --- |
| 2015년 | 웹툰 | 최우수: ‘오늘보다 더 나은 내일’이             | 액세서블 아이콘 프로젝트를 통해 뉴욕시 공식 장애인 마크를 만들어낸 사라 헨드렌의 실화를 각색           |
| 2015년 | 웹툰 | 우수: ‘색이 다른 유리병’                      | 장애를 가진 아들을 둔 아버지가 회사 상사로부터 조언을 듣고 아들을 훌륭하게 키우겠다는 다짐을 하는 내용 |
| 2015년 | 사진 | 최우수: ‘정을 나눕니다’                       | 지체장애를 가진 할머니가 자신만의 고마움의 표현으로 음식을 나눔                                        |
| 2015년 | 사진 | 우수: ‘장애등급제·부양의무제 이제는 폐지하자' | 장애등급제와 부양의무자 기준 폐지를 위해 농성                                                          |

| 연도   | 캠페인명                                          | 세부내용 | 참여대상                                                                   |
| ------ | ------------------------------------------------- | --- | -------------------------------------------------------------------------- |
| 2020년 | '차이를 차별하지 않는 세상 만들기(차차세)' 챌린지 | 장애인 인권 증진에 헌신한 한국장애인인권상 역대수상자 및 인권상위원회 소속 단체를 시작으로 장애인 인권 실천 메시지를 소셜네트워크 서비스(SNS)에 올리고 전파하여 전 국민이 동참하는 캠페인으로 전개 | 200명 이상(역대수상자 10명, 공동주최기관 37곳, 후원처 3곳, 일반 시민 포함) |

## 장애인 인식개선을 위한 홍보대사
- 2006년 ~ 2008년: 이다해[38]
- 2009년: 이청아[39]
- 2013년 ~ 현재: 이현승 MBC 기상캐스터

## 같이 보기
- 이돈명인권상
- 천주교인권위원회
- 라프토인권상
- 대한민국인권상